# Colpoptera rugosa
Colpoptera rugosa är en insektsart som beskrevs av Van Duzee 1907. Colpoptera rugosa ingår i släktet Colpoptera och familjen sköldstritar. Inga underarter finns listade i Catalogue of Life.